# 670-й лёгкий бомбардировочный авиационный полк
670-й лёгкий бомбардировочный авиационный полк  — воинское подразделение вооружённых СССР в Великой Отечественной войне.

## История
Полк формировался с ноября 1941. Был вооружён самолётами У-2
В составе действующей армии с 31 декабря 1941 по 3 марта 1942 года
В конце декабря 1941 года поступил на Северо-Западный фронт, действовал в полосе 3-й ударной армии в районе Молвотицы
3 марта 1942 года расформирован.

## Полное наименование
- 670-й лёгкий бомбардировочный авиационный полк

## Подчинение
| Дата            | Фронт (округ)         | Армия             | Корпус | Дивизия                           | Примечания |
| --------------- | --------------------- | ----------------- | ------ | --------------------------------- | ---------- |
| 01.01.1942 года | Северо-Западный фронт | -                 | -      | -                                 | -          |
| 01.02.1942 года | Калининский фронт     | 3-я ударная армия | -      | 7-я смешанная авиационная дивизия | -          |
| 01.03.1942 года | Калининский фронт     | 3-я ударная армия | -      | -                                 | -          |